# Georg Leisner
Georg Leisner (1870-1957) fue un arqueólogo alemán.

## Biografía
Nacido el 2 de septiembre de 1870 en Kiel (Alemania), fue alumno de la Universidad de Marburgo. Se dedicó al estudio del megalitismo de la península ibérica. Estuvo casado con la también arqueóloga Vera Leisner, con quien compartió sus investigaciones. Georg Leisner falleció en Lisboa o en Stuttgart en 1957.
Fue autor de obras como dos de los volúmenes de Die Megalithgräber der Iberischen Halbinsel (1943, 1956), Antas do Concelho de Reguengos de Monsaraz (1951), Los sepulcros megalíticos de Huelva (1952), entre otras.